# 内郷村 (千葉県)
内郷村（うちごうむら）は、千葉県印旛郡に存在した村。現在の佐倉市の北部に位置している。村の北部には印旛沼がある。

## 沿革
- 1889年（明治22年）4月1日 - 町村制施行に伴い、大佐倉村、岩名村、飯野村、飯野町、土浮村、山崎村、下根村、下根町、萩山新田、飯田村が合併して発足。
- 1937年（昭和12年）2月11日 - 佐倉町と合併し、改めて佐倉町となり消滅。